# Sarsi
Pour le soda à la salsepareille, voir Sarsi (boisson).
Le sarsi, ou sarcee, (autonyme : tsúùtʾínà) est une langue athapascane septentrionale parlée au Canada, au sud-est de la ville de Calgary, en Alberta. En 1984, Eung-Do Cook notait que, dans la réserve sarsi, la langue n'était plus un vecteur de communication dans la vie quotidienne et que seul un ou deux locuteurs en avaient une très bonne connaissance.
Selon Statistique Canada, en 2021, le sarsi est la langue maternelle de 45 personnes au Canada.

## Phonologie
Voici la liste des phonèmes du sarsi en alphabet phonétique américaniste, accompagnés de leur prononciation notée entre crochets dans l'alphabet phonétique international : 

### Voyelles
|         | Antérieure    | Centrale      | Postérieure   |
| ------- | ------------- | ------------- | ------------- |
| Fermée  | i [i] ii [iː] |               | u [u] uu [uː] |
| Moyenne |               |               |               |
| Ouverte |               | a [a] aa [aː] | o [ɒ] oo [ɒː] |

### Consonnes
|              |              | Bilabiales | Dentales | Alvéolaires | Alvéolaires | Postalvéolaires | Dorsales      | Dorsales | Dorsales    | Glottales |
| ------------ | ------------ | ---------- | -------- | ----------- | ----------- | --------------- | ------------- | -------- | ----------- | --------- |
| Centrales    | Latérales    | Bilabiales | Dentales | Palatales   | Vélaires    | Postalvéolaires | Labiovélaires |          |             | Glottales |
| Occlusives   | simples      | (b) [p]    |          | d [t]       |             |                 |               | g [k]    | (gw) [kʷ]   | ʔ [ʔ]     |
| Occlusives   | aspirées     |            |          | t [tʰ]      |             |                 |               | k [kʰ]   | (kw) [kʷʰ]  |           |
| Occlusives   | éjectives    |            |          | tʼ [tʼ]     |             |                 |               | kʼ [kʼ]  | (kwʼ) [kʷʼ] |           |
| Affriquées   | simples      |            |          | dz [t͡s]     | dł [t͡ɬ]     | j [t͡ʃ]          |               |          |             |           |
| Affriquées   | aspirées     |            |          | ts [t͡sʰ]    | tł [t͡ɬʰ]    | č [ t͡ʃʰ]        |               |          |             |           |
| Affriquées   | éjectives    |            |          | tsʼ [t͡sʼ]   | tłʼ [t͡ɬʼ]   | čʼ [ t͡ʃʼ]       |               |          |             |           |
| Fricatives   | sourdes      |            |          | s [s]       | ł [ɬ]       | š [ʃ]           |               | x [x]    |             | h [h]     |
| Fricatives   | sonores      |            |          | z [z]       | l [l]       | ž [ʒ]           |               | ɣ [ɣ]    |             |           |
| Nasales      | Nasales      | m [m]      |          | n [n]       |             |                 |               |          |             |           |
| Semi-voyelle | Semi-voyelle | w [w]      |          |             |             |                 | y [j]         |          |             |           |

### Tons
Le sarsi, comme la plupart des langues athapascanes est une langue tonale. Il possède trois tons :
- Un ton haut, marqué /á/.
- Un ton moyen, non marqué.
- Un ton bas, marqué /à/.

Exemples :
- ìnasʔíh - il regarde quelque chose.
- síyììnih - il est jaloux de moi.

Les voyelles longues peuvent porter deux tons différents. Exemple :
- jijáʔi ákʾáà-là - les baies étaient encore ici.
- gwadísní-laà - j'aurais dû l'imiter.